# Georg Backhaus (Maler)
Georg Backhaus (geboren 28. Oktober 1870 in Himmelreich bei Neustadt am Rübenberge; gestorben nach 1949) war ein deutscher Landschafts-, Genre- und Porträtmaler.

## Leben und Werk
Backhaus studierte an der Großherzoglich-Sächsischen Kunstschule in Weimar bei Carl Frithjof Smith. 1892 siedelte er nach Hannover über, von wo aus er zahlreiche Reisen nach Italien bis nach Sizilien unternahm. Dort fand er Motive für seine Gemälde wie beispielsweise
- Die Wäscherinnen am Gardasee;
- Ponte Pietra in Verona;
- Am Brunnen;
- Die Faraglioni auf Capri;
- Griechisches Theater in Taormina.[1]

In Hannover und anderen Städten wirkte Backhaus vor allem als Porträtist. Zu seinen wichtigsten Porträts zählen
- Staatsminister Friedrich von Moltke;
- Freifrau M. von Mirbach in Potsdam;
- Geheimer Kommerzienrat Wilhelm Zuckschwerdt (Sitzungssaal der Magdeburger Handelskammer);
- Direktor Eugen Linde (Sitzungssaal der Magdeburger Lebensversicherungs-Gesellschaft);
- Paul Klaproth, Direktor der Hannoverschen Bank

und andere.
In der Nachkriegszeit verzeichnete das Adressbuch der Stadt Hannover 1948/49 den „Kunst- und Porträtmaler“ im Hause Hindenburgstraße 19.

## Weitere Werke
- 1898: Küstenlandschaft bei Dämmerung, Öl auf Leinwand, 41,5 × 53,5 cm[3]
- Bildnis einer Dame mit Goldband im Haar, Künstlersignatur G. Backhaus, Öl auf Leinwand, 34 × 25 cm[4]